# Досрочные выборы
Досрочные выборы (также внеочередные выборы) — выборы в представительный орган власти или на выборную должность, проводимые до окончания срока полномочий действующего созыва органа или лица, занимающего должность. Основанием для проведения досрочных выборов может быть роспуск представительного органа, отставка выборного лица, отрешение его от должности или смерть. Условия и порядок процедуры определяются национальным законодательством и в разных странах могут существенно различаться. В ряде парламентских республик досрочные выборы в парламент проводятся вслед за отставкой правительства.
В российском законодательстве, согласно п. 4 ст. 10 Федерального закона от 12 июня 2002 г. № 67 «Об основных гарантиях избирательных прав и права на участие в референдуме граждан Российской Федерации»: «В случае досрочного прекращения полномочий органов или депутатов, указанных в пункте 3 настоящей статьи, влекущего за собой неправомочность органа, досрочные выборы должны быть проведены не позднее чем через шесть месяцев со дня такого досрочного прекращения полномочий, за исключением досрочных выборов высшего должностного лица субъекта Российской Федерации (руководителя высшего исполнительного органа государственной власти субъекта Российской Федерации), которые проводятся с учетом сроков назначения выборов, предусмотренных пунктом 7 настоящей статьи, в ближайшее второе воскресенье сентября после такого досрочного прекращения полномочий, а в год проведения выборов депутатов Государственной Думы Федерального Собрания Российской Федерации очередного созыва — в день голосования на указанных выборах».
В случае парламентских выборов термин «досрочные» применяется только в случае переизбрания всей палаты. Если же выборы проводятся для замещения одного или нескольких выбывших депутатов, они называются дополнительными.
Назначение досрочных парламентских выборов, помимо способа разрешения политических, прежде всего, правительственных кризисов, может являться методом политической борьбы. Глава государства или правительства с правом роспуска парламента в целях увеличения своей поддержки в законодательных органах может назначить внеочередные выборы, рассчитывая на рост личного рейтинга и популярность своей партии. Так, Франсуа Миттеран каждый из двух своих президентских сроков начинал с роспуска Национальной ассамблеи Франции, и на досрочных выборах его Социалистическая партия получала большинство. Однако такой ход может иметь и обратный эффект. Так, решение Герхарда Шрёдера назначить досрочные выборы в бундестаг стоило ему поста канцлера, а его партии СДПГ права единолично формировать кабинет министров.
В новейшей истории России единственным примером досрочных выборов федерального уровня являются президентские выборы 2000 в связи с отставкой Б. Н. Ельцина.
Досрочные выборы иных уровней проводятся довольно часто. Сведения о них публикуются, например, на сайте ЦИК РФ.
Досрочные выборы президента прошли в 2010 в Польше в связи с гибелью Леха Качиньского и в 2011 в частично признанной Республике Абхазия.
В ряде демократических государств досрочные выборы не практикуются. Так, в случае досрочного прекращения полномочий президента США его место до окончания срока занимает вице-президент. В Японии, являющейся парламентской демократией, отставка правительства не влечёт за собой досрочных парламентских выборов: новый премьер-министр избирается действующим парламентом и приступает к формированию кабинета. Обычно это председатель правящей партии, избранный внеочередным её съездом.